# Günter Rosenfeld
Günter Rosenfeld (* 2. September 1926 in Osterode, Ostpreußen; † 16. April 2015) war ein deutscher Historiker. Er war bis 1991 Professor für Geschichte an der Humboldt-Universität zu Berlin. Schwerpunkte seiner Arbeit waren die Geschichte der Sowjetunion sowie die Deutsch-sowjetischen Beziehungen.

## Leben
Rosenfeld wurde als Sohn eines Volksschullehrers geboren. Er studierte von 1948 bis 1952 Geschichte und Slawistik an der Humboldt-Universität und war dort dann wissenschaftlicher Assistent tätig. 1956 wurde er Mitarbeiter am Institut für Geschichte der Akademie der Wissenschaften der DDR. 1959 kehrte er als Dozent an die Humboldt-Universität zurück, wo er 1966 Ordentlicher Professor wurde und von 1966 bis 1979 den Fachbereich Geschichte der UdSSR und des sozialistischen Weltsystems der Sektion Geschichte leitete. 1960 erschien seine Dissertation Sowjetrussland und Deutschland 1917–1922 in erweiterter Fassung als Buch und 1984 seine Habilitation Sowjetunion und Deutschland 1922–1933.
In der 1957 gegründeten gemeinsamen Kommission der Historiker der UdSSR und der DDR arbeitete Rosenfeld aktiv mit. „Er scheute sich dabei nicht, auch die von politisch Verantwortlichen verordneten ‚weißen Flecken‘ (so die Zusammenarbeit zwischen Reichswehr und Roter Armee in den 20er Jahren sowie die Problematik des deutsch-sowjetischen Nichtangriffspakts 1939) in seine Forschungen mit einzubeziehen.“
Er war Vorsitzender der Hochschulgruppe der Gesellschaft für Deutsch-Sowjetische Freundschaft (DSF) an der Humboldt-Universität Berlin.
1984 wurde er Ehrendoktor der Lomonossow-Universität Moskau.
1991 erfolgte seine Emeritierung. Rosenfeld starb im Alter von 88 Jahren.

## Auszeichnungen und Ehrungen
- 1977 Orden Banner der Arbeit Stufe III
- 1984 Verleihung der Ehrendoktorwürde der Lomonossow-Universität
- 1988 Orden Stern der Völkerfreundschaft in Silber[3]

## Schriften (Auswahl)
bis 1990
- Sowjet-Russland und Deutschland 1917–1922. Akademie Verlag, Berlin 1984 (2. Auflage) und Pahl-Rugenstein, Köln 1984, ISBN 3-7609-0867-5.
- Sowjetunion und Deutschland 1922–1933. Akademie Verlag, Berlin 1984 (2. Auflage) und Pahl-Rugenstein, Köln 1984, ISBN 3-7609-0868-3.
- mit Horst Schützler: Kurze Geschichte der Sowjetunion 1917–1983. Dietz Verlag, Berlin 1985.
- mit Kurt Pätzold (Hrsg.): Sowjetunion und Hakenkreuz 1938 bis 1941. Dokumente zu den deutsch-sowjetischen Beziehungen. Akademie Verlag, Berlin.
- mit Günter Gorski, Alfred Anderle (Hrsg.): Deutsch-sowjetische Freundschaft. Ein historischer Abriß von 1917 bis zur Gegenwart. Deutscher Verlag der Wissenschaften, Berlin 1975.
- Mitherausgeber: Die Sowjetgesellschaft. Studien zu ihrer Geschichte und Gegenwart. Verlag der Wissenschaften, Berlin 1984.
- Autorenkollektiv unter Leitung von Günter Rosenfeld: Geschichte der UdSSR. Von den Anfängen bis zur Gegenwart. VEB Deutscher Verlag der Wissenschaften, Berlin 1977.

seit 1990
- Die Oktoberrevolution in Russland. Zu ihren Möglichkeiten und Grenzen. In: Historikergesellschaft der DDR. Wissenschaftliche Mitteilungen, Heft 1990/II-III.
- Sowjetstern und Hakenkreuz 1938 bis 1941. Dokumente zu den deutsch-sowjetischen Beziehungen. Herausgegeben und eingeleitet von Kurt Pätzold und Günter Rosenfeld, Akademie Verlag, Berlin 1990.
- Nachwort und Glossar. In: Wladimir Nabokow: Petrograd 1917. Der kurze Sommer der Revolution, Rowohlt, Berlin 1992.
- Kultur und Wissenschaft in den Beziehungen zwischen Deutschland und der Sowjetunion von 1933 bis Juni 1941. In: Berliner Jahrbuch für osteuropäische Geschichte, Jg. 1995, Teil 1.
- Pavlo Skoropads’kyj, Erinnerungen 1917 bis 1918. Herausgegeben und bearbeitet von Günter Rosenfeld (= Quellen und Studien zur Geschichte des östlichen Europa, Bd. 55), Franz Steiner Verlag, Stuttgart 1999.

Herausgebertätigkeit
Mitglied des Herausgebergremiums der Reihe Quellen und Studien zur Geschichte Osteuropas (Neue Folge) für die Bände XXX–XXXIV (1993–1995) im Akademie Verlag, Berlin. – Das Erscheinen der Reihe wurde nach der Übernahme des Akademie-Verlags durch den R. Oldenbourg Verlag eingestellt.
Vgl. auch den Abdruck von Rezensionen und Artikeln, die in der Zeitung Neues Deutschland erschienen sind, in: Osteuropakunde an der Leipziger Universität und in der DDR. Osteuropa in Tradition und Wandel. In: Leipziger Jahrbücher, Nr. 8/2 (2006), S. 619–685.